# Nikolaï Yakovlev
 (août 2022).
Si vous disposez d'ouvrages ou d'articles de référence ou si vous connaissez des sites web de qualité traitant du thème abordé ici, merci de compléter l'article en donnant les références utiles à sa vérifiabilité et en les liant à la section « Notes et références ».
Nikolaï Matveïevitch Yakovlev (en russe : Николай Матвеевич Яковлев), né le 23 mars 1856 et mort en septembre 1919 à Orel, est un officier de marine russe. Amiral au moment de la guerre russo-japonaise (1904-1905), il prit part à la défense de Port-Arthur. Il fut l'une des victimes des bolchéviques.

## Biographie

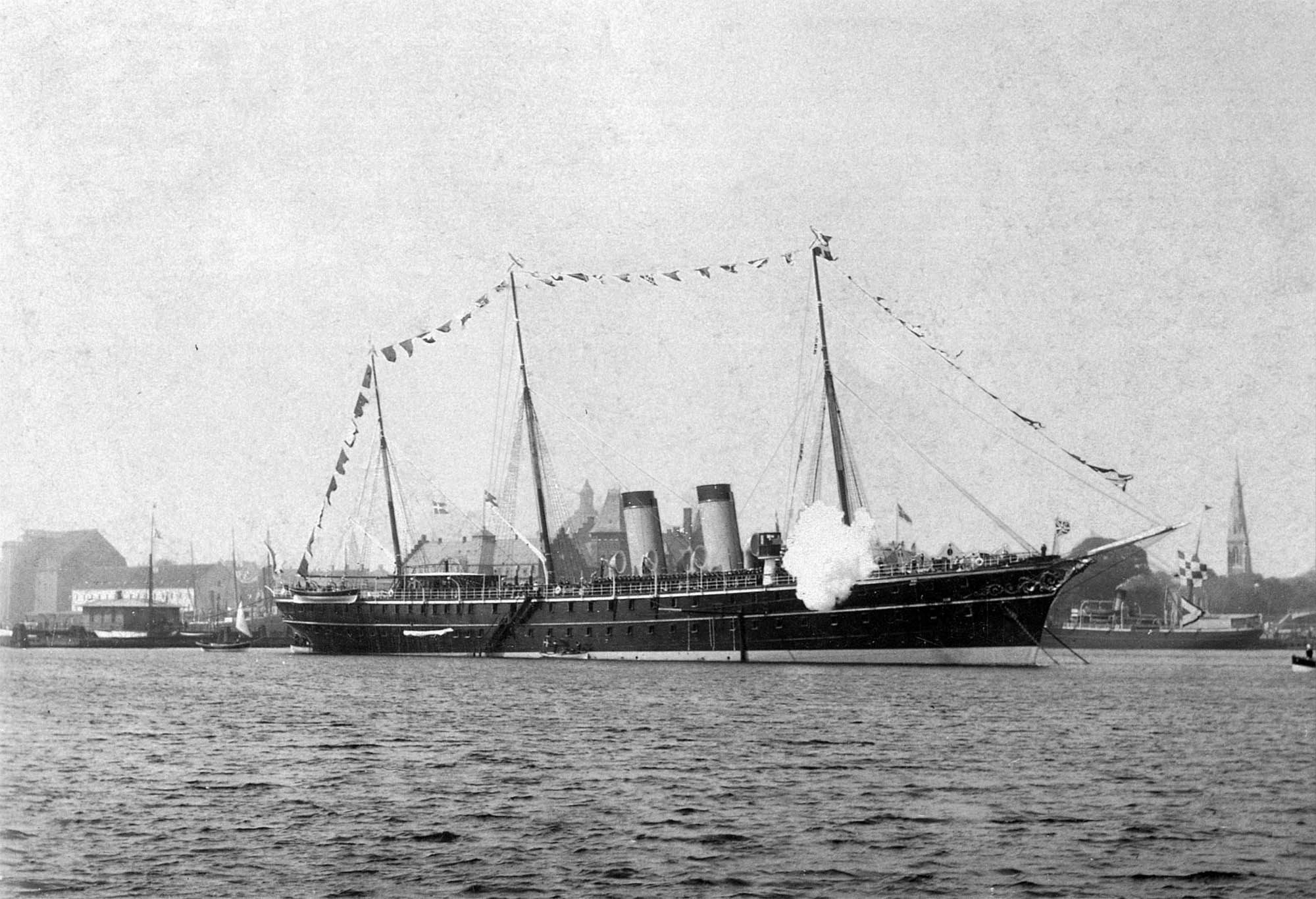
Polar Star

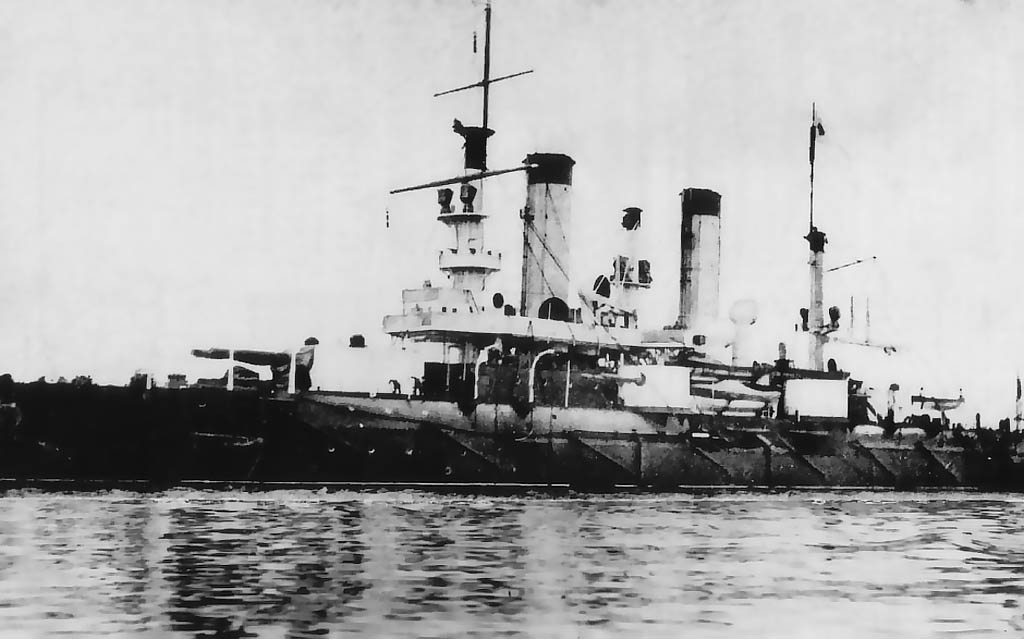
Le Petropavlovsk par bâbord

Le 1er mai 1873, Nikolaï Yakovlev fut promu garde-marine (grade en vigueur dans la Marine impériale de Russie de 1716 à 1917). Le 30 août 1877, il est nommé adjudant et le 1er janvier 1882, il est élevé au grade de lieutenant de marine.
En 1882, Nikolaï Yakovlev sortit diplômé de la faculté de mécanique de l'Académie navale Nikolaïev et reçut son affectation dans un équipage de la Flotte de la mer Noire. Le 2 avril 1883, le lieutenant de marine fut transféré dans la flotte de la Baltique. En qualité de navigateur, il servit sur la frégate Sveltana (10 octobre 1884), puis le 24 octobre 1884 sur la frégate Duc d'Édimbourg (Construction le 15 septembre 1870 - Lancement 28 août 1875 - Mis en service 1877 - Retiré de la flotte 1945 - Démantelé en 1945). Sur le yacht impérial Power, il navigua également comme navigateur. En septembre 1889, il accompagna le tsarévitch Nikolaï Alexandrovitch de Russie (futur Nicolas II de Russie) dans son voyage au Japon. Le 23 septembre 1893, il navigua à bord du yacht impérial le Polar Star (ce navire eut la préférence de Nicolas II de Russie).
Le 1er janvier 1894, Nikolaï Yakovlev fut promu capitaine (deuxième rang - grade correspondant à celui de lieutenant dans l'infanterie ou l'armée de l'air). Le 14 février 1896, il reçut une nouvelle promotion : celle d'officier-navigateur. Du 14 mai au 13 octobre 1896, il exerça le commandement à bord du yacht impérial le Polar Star (Lancement le 19 mai 1890 - Mis en service 1891 - Navire cible pour tir de missiles en 1961 ou démantelé en 1970). Du 10 avril au 8 mai 1897, en qualité de commandant en chef, il navigua sur le yacht impérial Dagmar. Sur le yacht impérial Mirage, il exerça également le commandement suprême (6 septembre au 4 novembre 1897). Le 29 juin 1898, il reçut son affectation pour la flotte de Sibérie. De 1898 à 1899, il commanda la canonnière Mandzur. Le 23 juin 1899, il obtint le commandement du croiseur Amiral Kornilov (Lancement le 28 mars 1887 - Mis en service en août 1889 - Retiré de la flotte le 2 mai 1911). En février 1900, il fut placé à la tête du 14e équipage.
Le 6 décembre 1901, Nikolaï Yakovlev fut promu capitaine (premier rang - grade correspondant à celui de colonel dans l'infanterie ou l'armée de l'air) et reçut le commandement du cuirassé Petropavlovsk appartenant au 1er escadron de la Flotte du Pacifique (Lancement le 28 octobre 1894 - Mis en service en 1899 - Retiré de la flotte le 31 mars 1904 - Explosa sur une mine le 31 mars 1904 non loin de Port-Arthur)[réf. souhaitée]. À bord de ce bâtiment de guerre, Nikolaï Yakovlev prit part à la défense de Port-Arthur, mais le matin du 31 mars 1904, la proue du Petropavlovsk heurta une mine japonaise. S'ensuivit une explosion puis une seconde déflagration se fit entendre une heure et demie plus tard. Le Petropavlovsk sombra corps et biens. D'autres navires de la marine impériale de Russie se portèrent à leur secours : seules 80 personnes dont Nikolaï Yakovlev et le grand-duc Cyrille Vladimirovitch de Russie purent être sauvés de la noyade. Le vice-amiral Stepan Makarov fut tué avec 10 officiers du quartier général, 18 officiers, 620 marins et l'artiste peintre Verechtchaguine.

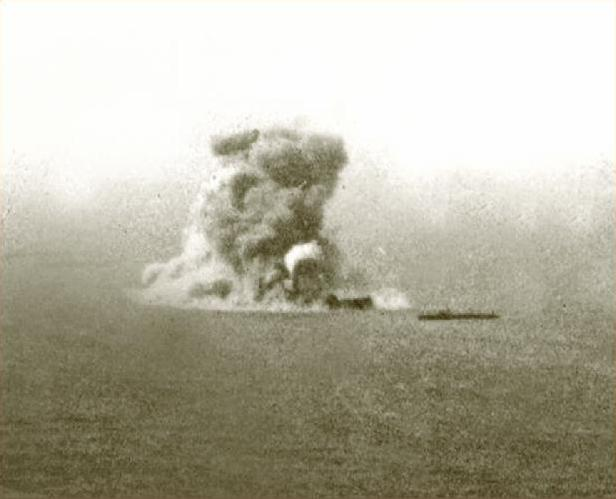
Destruction du Petropavlovsk le 31 mars 1904

Le 19 avril 1904, sur l'ordre de l'amiral Evgueni Ivanovitch Alexeïev, Nikolaï Yakovlev prit du repos en Russie. Le 25 octobre 1904, au chantier naval de Saint-Pétersbourg, il dirigea la construction du cuirassé Empereur Paul 1er (Construction le 27 octobre 1905 - Lancement le 7 septembre 1907 - Mis en service en 1910 - Retiré de la flotte en 1924 - Démantelé le 21 novembre 1925)[réf. souhaitée].
En 1906, Nikolaï Yakovlev fut promu kontr-admiral. À ce grade, il occupa les fonctions de chef d'état-major du port de Kronstadt (1906-1907). De 1907 à 1911, il fut major général de la Marine. Le 14 mars 1911, il fut admis comme membre de l'Amirauté. Le 30 juillet 1915, il atteignit le grade suprême dans la Marine, celui d'amiral. Le 20 octobre 1916, une mystérieuse explosion eut lieu à bord du cuirassé Impératrice Maria provoquant la perte du navire. Nikolaï Yakovlev présida la commission chargée d'enquêter sur les motifs de cette explosion, mais elle fut dans l'incapacité d'en déterminer la cause. En 1933, au cours de l'investigation de Nikolaïev au chantier naval concernant ce sabotage, un agent de renseignement allemand, Victor Verman, fut arrêté. Il avoua avoir personnellement supervisé l'opération de sabotage du navire (Construction 30 octobre 1911 - Lancement le 1er novembre 1913 - Mis en service le 8 juillet 1915 - Saboté et coulé le 20 octobre 1916)[réf. souhaitée].

### Révolution russe
Après la Révolution russe, Nikolaï Yakovlev fut démis de ses fonctions (26 avril 1917). Il vécut un temps à Saint-Petersbourg, puis s'installa avec sa famille dans le gouvernement d'Orel.

### Décès
Nikolaï Yakovlev figura parmi les otages fusillés à Orel par les Bolcheviks.

## Distinctions de la Russie impériale
- 1878: Médaille commémorative de la guerre russo-turque de 1877-1878)
- 1892 : Ordre de Saint-Stanislas (deuxième classe)
- 6 décembre 1895 : Ordre de Sainte-Anne (deuxième classe)
- 1896 : Médaille commémorative en argent du règne d'Alexandre III de Russie)
- 1902 : Ordre de Saint-Vladimir (quatrième classe avec ruban)
- 22 mars 1904 : Ordre de Saint-Vladimir (troisième classe avec épées)
- 1906 : Médaille commémorative de la Guerre russo-japonaise (1904-1905)
- 13 avril 1908 : Ordre de Saint-Stanislas (première classe))
- 1909 : Médaille commémorative pour le bicentenaire de la bataille de Poltava
- 1910 : Médaille commémorative du bicentenaire de Saint-Pétersbourg
- 1911 : Ordre de Sainte-Anne (première classe)
- 14 avril 1913 : Ordre de Saint-Vladimir (deuxième classe)
- 1913: Médaille commémorative du tricentenaire de la Maison Romanov
- 1914 : Médaille des défenseurs de Port-Arthur
- 10 avril 1916 : Ordre de l'Aigle blanc (Russie impériale)

## Distinctions étrangères
- 1891 : Ordre de la Couronne Siamoise (quatrième classe) (Siam)
- 1891 : Ordre du Trésor sacré (quatrième classe) (Japon)
- 1891 : Ordre royal de Dannebrog (troisième classe) (Danemark)
- 1892 : Ordre de l'Aigle Rouge (troisième classe) (Allemagne)
- 1895 : commandeur de l'Ordre royal de Dannebrog (deuxième classe) (Danemark)
- 1895 : Ordre du Sauveur (Grèce)
- 1896 : Officier de la Légion d'honneur (France)
- 1908 : Grand Chevalier de l'Ordre de l'Épée (Suède)
- 1908 : Grand Officier de la Légion d'honneur (France)